# ATBL
ATBL wird im Bereich der Zugbeeinflussungssysteme als Sammelbegriff für das belgische Zugbeeinflussungssystem TBL und das niederländische Zugbeeinflussungssystem ATB verwendet; beispielsweise werden in den Zügen der DB-Baureihe 406 die ATB und die TBL über einen gemeinsamen Rechner realisiert, wodurch sie auch an einem gemeinsamen Störschalter hängen und über eine gemeinsame, rechts im Fahrpult befindliche Bedienebene bedient werden, in der die Leuchtmelder und Drucktaster der beiden Systeme, wo möglich, zusammengefasst sind. Auch die Prüfläufe sind zu einem einzelnen, gemeinsamen „Prüflauf ATBL“ zusammengefasst.